# Irvine Welsh

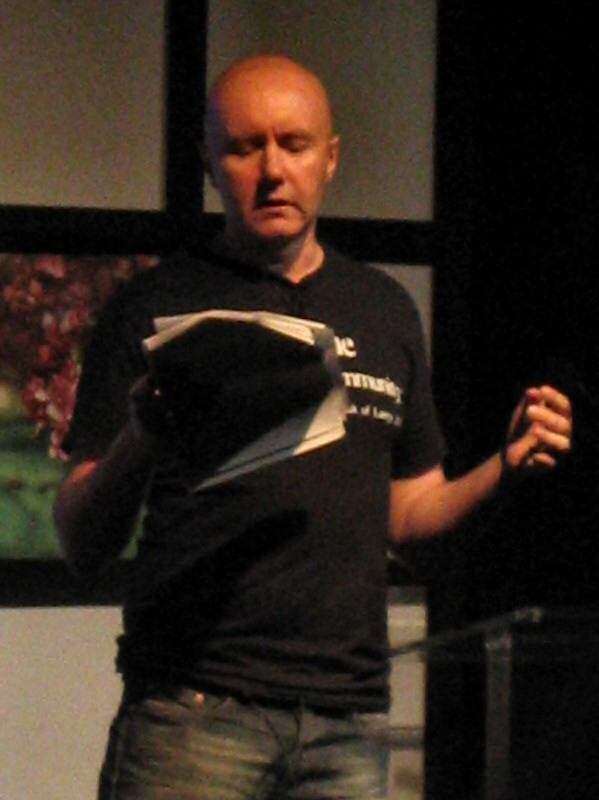
Irvine Welsh liest eine seiner neuen Kurzgeschichten beim Edinburgh International Book Festival (2004).

Irvine Welsh (* 27. September 1958 in Leith, Edinburgh, Schottland) ist ein britischer Schriftsteller. Bekannt wurde Welsh bereits mit seinem ersten Roman Trainspotting, der die von Drogen, Arbeitslosigkeit und Kriminalität geprägten Erlebnisse einer Gruppe junger Schotten in Edinburgh beschreibt. Insbesondere die detaillierte – und von verschiedenen Seiten als glorifizierend kritisierte – Beschreibung des Heroinkonsums provozierte und machte das Buch und später seine Verfilmung durch den Regisseur Danny Boyle, in der Welsh in einer Nebenrolle als Drogendealer zu sehen ist, zu großen Erfolgen. Der Roman hat inzwischen Kultstatus.

## Leben
Welsh wurde 1958 als Sohn eines Hafenarbeiters in Edinburgh geboren. Er verließ mit 16 die Schule, versuchte sich anschließend als Fernsehtechniker und in ähnlichen Jobs. In den späten 1970er Jahren tauchte er in der Punkszene Londons als Gitarrist und Sänger auf. Nach mehreren kürzeren Gefängnisaufenthalten wegen kleinerer Delikte versuchte Welsh sich eine Zeit lang als Immobilienmakler, bis er schließlich Ende der 1980er Jahre nach Edinburgh zurückkehrte, wo er ein Management-Studium an der Heriot-Watt University absolvierte. Nach dem großen Erfolg von Trainspotting Mitte der 1990er Jahre konzentrierte er sich auf das Schreiben. Er war von 1984 bis 2003 verheiratet, tritt immer wieder als House Music DJ auf und lebt in Dublin.

## Themen
Welshs zentrale Themen sind soziale Chancenlosigkeit, Drogenabhängigkeit, Fußball, Hooligans, verdrängte Homosexualität, Aufstieg und Fall des sozialen Wohnungsbaus sowie Fragen nach einer schottischen Identität von den 1960ern bis heute. 

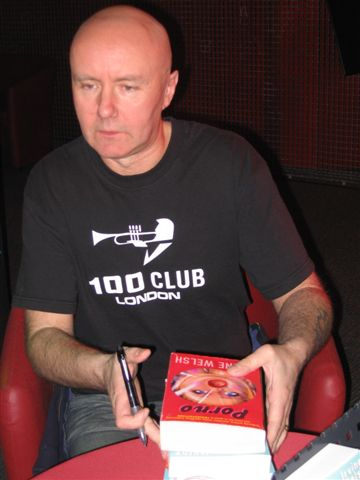
Irvine Welsh (2006)

## Stil
Irvine Welsh schreibt häufig im schottischen Dialekt, transkribiert Dialekte dafür phonetisch und ignoriert traditionelle orthografische Methoden. Die deutschen Übersetzungen geben diese stilistische Komponente seiner Arbeit allerdings nicht wieder.
Welsh arbeitet in seinen Romanen und Erzählungen gerne mit dem gleichen Arsenal an Charakteren – so tauchen etwa die Hauptfiguren aus Trainspotting mit kurzen Gastauftritten in Acid House, Ecstasy und Marabou Stork Nightmares, später auch mit größeren Auftritten in Klebstoff erneut auf, während Charaktere aus Klebstoff dann wieder in Porno und Dead Men’s Trousers erscheinen, oder etwa die Hauptfigur in Crime, der Cop Lennox, bereits zehn Jahre vorher in Drecksau aufgetaucht war.

## Werke

### Bücher
- 1993: Trainspotting (Roman)
  - Trainspotting, dt. von Peter Torberg; Rogner & Bernhard, Frankfurt am Main 1996. ISBN 3-8077-0337-3
- 1994: The Acid House (Erzählungen)
  - Der Durchblicker, dt. von Clara Drechsler und Harald Hellmann; Kiepenheuer & Witsch, Köln 1997. ISBN 3-462-02654-2
  - auch als: The Acid House, gleiche Übersetzung; Kiepenheuer & Witsch, Köln 1999. ISBN 3-462-02814-6
- 1995: Marabou Stork Nightmares (Roman)
- 1996: Ecstasy: Three Tales of Chemical Romance (Erzählungen)
  - Ecstasy – drei Romanzen mit chemischen Zusätzen, dt. von Clara Drechsler und Harald Hellmann; Kiepenheuer & Witsch, Köln 1997. ISBN 3-462-02594-5
- 1998: Filth (Roman)
  - Drecksau, dt. von Clara Drechsler und Harald Hellmann; Kiepenheuer&Witsch, Köln 1999. ISBN 3-462-02866-9
- 2001: Glue (Roman)
  - Klebstoff, dt. von Clara Drechsler; Kiepenheuer & Witsch, Köln 2002. ISBN 3-462-03091-4
- 2002: Porno (Roman)
  - Porno, dt. von Clara Drechsler und Harald Hellmann; Kiepenheuer & Witsch, Köln 2004. ISBN 3-462-03420-0
- 2006: The Bedroom Secrets of the Master Chefs (Roman)
  - Die Bettgeschichten der Meisterköche, dt. von Clara Drechsler und Harald Hellmann; Kiepenheuer & Witsch, Köln 2008. ISBN 978-3-462-03983-2
- 2008: If  You Liked School, You’ll Love Work (Erzählungen)
  - Dann lieber gleich arbeiten, dt. von Clara Drechsler und Harald Hellmann; Kiepenheuer & Witsch, Köln 2009. ISBN 978-3-462-04085-2
- 2008: Crime (Roman)
  - Crime, dt. von Clara Drechsler und Harald Hellmann; Kiepenheuer & Witsch, Köln 2011. ISBN 978-3-462-04334-1
- 2009: Reheated Cabbage (Erzählungen)
- 2012: Skagboys (Roman)
  - Skagboys, dt. von Daniel Müller; Wilhelm Heyne, München 2013. ISBN 978-3-453-26887-6
- 2014: The Sex Lives of Siamese Twins (Roman)
  - Das Sexleben siamesischer Zwillinge, dt. von Stephan Glietsch; Wilhelm Heyne, München 2015. ISBN 978-3-453-26967-5
- 2015: A Decent Ride (Roman)
  - Ein ordentlicher Ritt, dt. von Stephan Glietsch; Wilhelm Heyne, München 2016. ISBN 978-3-453-27067-1
- 2016: The Blade Artist (Roman)
  - Kurzer Abstecher, dt. von Stephan Glietsch; Wilhelm Heyne, München 2017. ISBN 978-3-453-27118-0
- 2018: Dead Men’s Trousers (Roman)
  - Die Hosen der Toten, dt. von Stephan Glietsch; Heyne Verlag 2020. ISBN 978-3453272330
- 2024: Resolution (Roman)

### Theaterstücke
- Trainspotting, dt. von Peter Torberg, S. Fischer Theaterverlag
- You’ll Have Had Your Hole, dt. von Peter Torberg,  „Ich habe fertig“, S. Fischer Theaterverlag

### Drehbücher
- 1998: The Acid House
- 1999: Dockers (zusammen mit Jimmy McGovern; Fernsehfilm)
- 2005: Bad Blood (zusammen mit Peter Cummings, Kyle Leydier und Roger Paul)
- 2007: Wedding Belles (zusammen mit Dan Cavanagh; Fernsehfilm)
- 2007: Nuts (Kurzfilm)
- 2009: Good Arrows (zusammen mit Dean Cavanagh)
- 2021: Creation Stories

### Filme als Regisseur
- 2007: Nuts (Kurzfilm; produziert von Emer Martin)
- 2008: Good Arrows (zusammen mit Helen Grace)

## Verfilmungen
- 1996: Trainspotting – Neue Helden (Regie: Danny Boyle)
- 1998: The Acid House (Regie: Paul McGuigan)
- 2003: Dose (Regie: Philip John)
- 2011: Irvine Welsh’s Ecstasy (Regie: Rob Heydon)
- 2013: Drecksau (Regie: Jon S. Baird)
- 2017: T2 Trainspotting (Regie: Danny Boyle)